# Microjaera anisopoda
Microjaera anisopoda is een pissebed uit de familie Janiridae. De wetenschappelijke naam van de soort is voor het eerst geldig gepubliceerd in 1955 door Bocquet & Levi.